# Baloghy Ernő
Baloghy Ernő (Bécs, 1867. november 8. – Budapest, 1941. október 1.) függetlenségi párti politikus, újságíró, a Berinkey-kormány közélelmezésügyi minisztere.

## Életrajza
Szülei: Baloghy László és Bellus Etelka voltak.
Bécsben született, ahol apja az Osztrák Nemzeti Bank jogtanácsosaként dolgozott akkoriban. Ebből kifolyólag családja meglehetősen gazdag volt, iskoláit Bécsben, Berlinben, Párizsban és kis részben Oxfordban végezte, de jogi diplomáját már Budapesten szerezte meg.
Első jogi irodáját mindössze 23 évesen, a család szűkebb hazájának számító Bács-Bodrog vármegyében, Zomboron nyitotta meg. A politikába is itt kapcsolódott be, a Függetlenségi és Negyvennyolcas Párthoz csatlakozott, melynek csakhamar megyei ügyvezető elnöke lett. Az 1905–1906-os magyarországi belpolitikai válságot kirobbantó 1905-ös választásokon még nem, de az azt lezáró 1906-os választásokon már parlamenti mandátumot nyert. Ekkoriban már szerkesztője volt a Bácskai Hírlapnak is. Mikor 1909-ben a belső ellentétek hatására pártja gyakorlatilag széthullott, a Justh-párthoz csatlakozott, aminek propagálására megalapította a Délmagyarország című lapot. Ez alig öt hónappal később, a vesztes 1910-es választásokat követően szinte azonnal megszűnt. Mivel pártja újra ellenzéki lett, ő pedig nem nyert mandátumot, átmenetileg visszatért a jogi pályára.
1917-ben a harmadik Wekerle-kormány nagykoalíciós kísérletének eredményeként soviniszta ellenzékiként lett a vegyes etnikumú Bács-Bodrog vármegye főispánja. A háború után az őszirózsás forradalom mellé állt, olyannyira, hogy a Károlyi Mihály köztársasági elnökké választása után (1919. január 19-én) alakult Berinkey-kormányban közélelmezési miniszterré nevezték ki. Kormányát március 21-én elsodorta a proletárforradalom, aminek hatására végleg visszavonult a politikától.
Politikusként leginkább a nemzetiségek kérdésével foglalkozott. Nézeteit 1908-ban könyv formájában is publikálta, melyben részletesen kifejtette, hogy hogyan is kéne szerinte a nemzetiségek beolvasztásával minél hamarabb megteremteni az (Ausztriától független) harmincmilliós Magyarországot, kiállva teljes elnyomatásuk mellett.

## Írása
- Adatok a zombori takarékpénztár 25 éves történetéhez. 1868–1893 (Zombor, 1894)
- A képviselői mentelmi jog köréből (Budapest, 1907)
- A magyar kultúra és a nemzetiségiek (Budapest, 1908)
- A magyar nyelv és a választási reform (Budapest, 1908)